# 白胸蜂鸟
白胸蜂鸟（学名：Chrysuronia brevirostris），是雨燕目蜂鸟科的一种鸟类。
白胸蜂鸟体重约4.3克，翼长约48.8毫米，嘴峰长约19.6毫米，喙宽度约2.1毫米，喙厚度约1.8毫米，跗蹠长约5.1毫米，尾长约28.5毫米。白胸蜂鸟在其分布区内为留鸟，其栖息在密集的高大树木组成的森林中，食性为草食性，主要食物来源是植物的花蜜。

## 亚种
- ：分布于特立尼达岛。
- ：分布于委内瑞拉东部至圭亚那、苏里南和巴西中北部。
- ：分布于法属圭亚那沿海地区。[4]